# 萬眾矚目
《萬眾矚目》（英語：Anticipating）是美国女歌手布蘭妮·斯皮爾斯的第三张专辑《布兰妮》的一首歌曲，布兰妮亲自参与了歌曲的创作。这首歌曲于2002年6月24日由Jive唱片作为专辑的第5支单曲在法国发行。从歌词上来说，这首迪斯科歌曲的歌词描述了闺密之间的友谊。歌曲获得了乐评的好评，乐评称赞了其歌词，并将歌曲与20世纪80年代麦当娜、理查德·艾斯利和珍妮·杰克逊的歌曲进行类比。
這首歌曲获得了有限的商业成功，在法国单曲榜最高排第38名。这首歌曲在梦中梦巡回演唱会中被表演，布兰妮在巡演中身穿补丁牛仔短裙并在巨幅蜡笔画背景下跳舞。歌曲的音乐录像带由马蒂·考奈导演，包含拉斯維加斯幻夢冒險演唱會的元素。這首歌曲曾經是豐田Vios的電視廣告主題曲。

## 曲目列表
- CD加大单曲

1. "Anticipating" — 3:16
2. "I'm Not a Girl, Not Yet a Woman" (Metro Remix) — 5:25
3. "Overprotected" (Darkchild Remix) — 3:20

- 12英寸黑胶唱片 （法国混音）

1. "Anticipating" (Remix by Alan Braxe) — 4:07
2. "Anticipating" (Remix by Alan Braxe) — 1:27
3. "Anticipating" (Antoine Clamaran Club Mix) — 6:25
4. "Anticipating" (Antoine Clamaran Instru Mix) — 6:25
5. "Anticipating" (PK'Chu & RLS' Sweet & Sour Mix) — 5:58
6. "Anticipating" (PK'Chu & RLS' Hard & Sexy Mix) — 5:43
7. "Anticipating" (PK'Chy & RLS' Hard & Sexy Dub Mix) — 5:43

## 榜单
| 榜单 （2002年）                  | 最高排位 |
| -------------------------------- | -------- |
| 法国（法國唱片出版業公會單曲榜） | 38       |

## 发行历史
| 国家 | 日期          | 形式   | 厂牌 |
| ---- | ------------- | ------ | ---- |
| 法国 | 2002年6月24日 | CD单曲 | Jive |